# Fermi Gamma-ray Space Telescope
Pour les articles homonymes, voir Fermi.
Le Fermi Gamma-ray Space Telescope (anciennement Gamma-ray Large Area Space Telescope, ou GLAST) est un télescope spatial de l'agence spatiale américaine destiné à l'étude des rayons gamma de haute énergie émis par les objets célestes. Ce satellite a été lancé le 11 juin 2008 et placé sur une orbite basse terrestre circulaire de 565 km pour une durée d'au moins 5 ans. L'instrument principal LAT permet d'observer des rayons gamma de 20 MeV à 300 GeV. Un deuxième instrument, le GBM, est réservé à la détection des sursauts gamma (5 keV à 25 MeV).
Le télescope Fermi a pour objectif l'étude des phénomènes les plus violents observés dans l'univers tels que les blazars jets relativistes produits par des trous noirs supermassifs, les sursauts gamma et doit contribuer à une meilleure compréhension de phénomènes tels que les pulsars, les éruptions solaires et l'origine des rayons cosmiques. Cette mission spatiale d'un cout au lancement de 690 millions US$ est financée conjointement par la NASA, le département de l'Énergie des États-Unis avec la participation de laboratoires de recherche en Allemagne, France, Italie, au Japon et en Suède.
L'observatoire est toujours opérationnel en 2024. Sa durée de vie ne dépend pas de consommables et il devrait pouvoir se maintenir longtemps sur une orbite permettant d'effectuer des observations jusqu'en 2050. Fermi a permis la découverte de plus de 7000 sources de rayons gamma. Parmi les premières notables figurent la première détection simultanée d'un sursaut gamma (GRB 170817A) par l'instrument GBM et de sa contrepartie dans le domaine des ondes gravitationnelles et la détection simultanée d'un blazar par l'instrument LAT et de l'émission de neutrinos à haute énergie.

## Contexte

### Le rayonnement gamma en astronomie
Le rayonnement gamma constitue la forme de rayonnement électromagnétique (qui comprend par ailleurs la lumière visible, les rayonnements infrarouge et ultraviolet, les ondes radio et les rayons X) la plus énergétique. Par convention en astronomie, la limite inférieure de l'énergie des rayons gamma, qui les séparent des rayons X, est fixée à 100 keV. A titre de comparaison le rayonnement visible a une énergie d'environ 1 eV (100 000 fois inférieure). Dans le domaine de l'observation astronomique, 80 % des rayons gamma à haute énergie (résultats Fermi/LAT) détectés sont dits diffus c'est-à-dire que leur source n'est pas localisable. La majeure partie de ce rayonnement diffus est produite par les collisions entre l'hydrogène présent dans notre galaxie et les rayons cosmiques. Une faible fraction du rayonnement gamma diffus est émise par des sources extra galactiques qui ne peuvent être localisées. Le rayonnement gamma résulte de différents processus physiques : annihilation électron-positron, diffusion Compton inverse, désintégration radioactive. Le rayonnement gamma est produit notamment dans des régions de l'espace où règnent des températures, des densités et des champs magnétiques extrêmes et résulte alors de processus astrophysiques extrêmement violents. Aussi leur observation fournit des informations cruciales sur des événements ponctuels tels que les supernovae et les sursauts gamma ainsi que sur l'environnement des pulsars et des quasars. D'autres sources de rayonnement gamma observables depuis l'espace sont les éruptions solaires et les flashs de rayons gamma terrestres émis durant les orages sur Terre.
L'observation des sources astronomiques de rayonnement gamma se heurte à plusieurs difficultés. L'observation directe depuis le sol n'est pas possible car, comme pour d'autres types de rayonnement, l'atmosphère terrestre intercepte les longueurs d'onde correspondantes (une observation indirecte est néanmoins possible par l'étude des particules générées par leur destruction dans l'atmosphère). Les rayons gamma sont rares et leur observation nécessite des temps d'exposition longs. Enfin leur très haute énergie confère aux photons gamma un très grand pouvoir de pénétration dans la matière, ce qui empêche leur détection en astronomie à l'aide d'instruments d'optique conventionnels. Aussi les techniques de détection utilisées dans l'astronomie gamma sont apparentées à celles de la physique des particules et reposent sur l'usage de scintillateurs et de calorimètres. Toutefois ces procédés ne permettent d'obtenir qu'une résolution spatiale grossière (au mieux une fraction de degré) et les sources astronomiques précises ne peuvent être la plupart du temps déterminées. Ces techniques d'observation progressent toutefois dans le domaine de la résolution spectrale et la sensibilité.

### Essor de l'astronomie gamma dans les années 1990
L'entrée dans l'ère spatiale à la fin des années 1950 crée de nouvelles opportunités pour l'astronomie gamma en permettant l'envoi d'observatoires au dela de l'atmosphère terrestre. Les premiers observatoires gamma spatiaux sont   OSO 3 satellite développé par la NASA et lancé en 1967, SAS-2 (20 MeV - 1 GeV et 540 cm2 de surface efficace de détection) lancé en 1972 qui détecte les trois premiers pulsars gamma dont Geminga et COS-B, un observatoire européen lancé en 1975 qui étudier le rayonnement (30 MeV - 5 GeV et 1 500 cm2 de surface efficace de détection) et qui découvre 25 autres sources gamma dont 3C 273.
Dans les années 1990 l'astronomie gamma entre dans une phase de découvertes sans précédent dans son histoire grâce à l'instrument EGRET (30 MeV - 10 GeV) embarqué à bord de l'observatoire spatial gamma de la NASA Compton Gamma-Ray Observatory (CGRO) placé en orbite en 1991. Alors que jusque là seules quelques sources astronomiques de rayonnement gamma avaient été identifiées CGRO permet de découvrir plusieurs familles de sources gamma galactiques et extra galactiques et d'en mener une étude détaillée : ce sont les blazars, pulsars, sursauts gamma à haute énergie et une large classe de sources dont l'origine ne peut être identifiée.

## Lancement du projet GLAST
De 1995 à 1997 un groupe de travail (Gamma-Ray Astronomy Program Working Group) composé de scientifiques de la NASA et des principales universités américaines est réuni à plusieurs reprises par l'agence spatiale américaine pour déterminer sa trajectoire dans le domaine de l'astronomie gamma pour la décennie à venir. Le rapport final préconise le développement d'un observatoire spatial gamma baptisé GLAST (Gamma-ray Large Area Space Telescope) permettant la détection des rayons gamma à très haute énergie (entre 10 MeV et 100 GeV) et dont la sensibilité serait supérieure de 1 à 2 ordres de grandeur par rapport  à celle de l'instrument EGRET embarqué sur l'observatoire Compton Gamma-Ray Observatory lancé précédemment (1991) par la NASA. En aout 1999 l'agence spatiale diffuse  une appel à contributions au projet GLAST auprès des organisations nationales et internationales qui souhaiteraient proposer des thèmes de recherche. Faisant la synthèse des réflexions précédentes, la NASA publie en novembre 1999 un document décrivant les caractéristiques des instruments, leurs capacités et les objectifs scientifiques poursuivis. Pour répondre aux principaux objectifs scientifiques l'observatoire comprendra un instrument principal (LAT) permettant de détecter les rayons gamma à haute énergie (10 MeV - 300 GeV) et un instrument secondaire (GBM) permettant de détecter et de localiser les rayons gamma à faible énergie et les rayons X durs émis par les sursauts gamma : grace à ses caractéristiques et à un champ de vue étendu (> 3 stéradians) l'équipe scientifique espère faire passer le nombre de sursauts gamma détectés annuellement de 1 (instrument EGRET) à 100, .

## Organisation
Le centre de vol spatial Goddard, établissement de la NASA, est responsable du développement du télescope, du contrôle des opérations en orbite et de la distribution des données retraitées aux équipes scientifiques.
Le développement de l'instrument LAT est placé sous la responsabilité scientifique Peter Michelson de l'université Stanford. Il est développé par plusieurs équipes avec une participation internationale significative :
- aux États-Unis l'université Stanford est responsable du développement de l'instrument et traite les données collectées avant de les transmettre au Centre Goddard. le centre spatial Goddard développe le système d'anticoïncidences. L'université de Californie à Santa Cruz est responsable du développement du trajectographe. L'université de Washington développe les logiciels. L'Agence de l'Énergie américaine est responsable de la conception et du développement du LAT ;
- les équipes italiennes (université de Pise...) construisent le trajectographe et apportent leur expertise dans le domaine de la physique et de l'astrophysique ;
- les équipes françaises (IN2P3, CEA) ont en charge la conception et la fabrication de la structure du calorimètre ;
- les équipes japonaises (université de Hiroshima...) supervisent le développement des détecteurs en silicium du trajectographe du LAT ;
- l'équipe suédoise (Institut royal de technologie, université de Stockholm) fournit les détecteurs du calorimètre.

Le responsable scientifique de l'instrument GBM est Charles Meegan du Centre de vol spatial Marshall. Le centre est responsable du développement de l'instrument GBM. L'institut Max Planck en Allemagne fabrique tous les détecteurs ainsi que l'alimentation électrique.
La construction du satellite est confiée à la division Systèmes d'Information Avancés (Advanced Information Systems) du groupe General Dynamics à Gilbert dans l'Arizona. Le lancement est pris en charge par le centre spatial Kennedy de la NASA. Le coût du télescope de la conception à la mise en orbite est de 690 millions $ dont 600 millions$ versés par les États-Unis et 90 millions $ par les autres partenaires.

## Objectifs scientifiques
Les objectifs de la mission Fermi sont les suivants :
- étudier les phénomènes les plus violents rencontrés dans l'univers ;
- identifier éventuellement de nouvelles lois de la physique et contribuer à expliquer la composition de la matière noire ;
- étudier les blazars, jets relativistes produits par des trous noirs supermassifs ;
- étudier les sursauts gamma ;
- affiner notre compréhension de phénomènes cosmiques tels que les pulsars, les éruptions solaires et  déterminer l'origine des rayons cosmiques.

## Performances
Les performances exigées et visées (=but) chiffrées sont résumées dans le tableau ci dessous :
| Caractéristique | Exigence | But                                                             |
| --- | --- | --------------------------------------------------------------- |
| Durée de vie dégradation des performances < 20%) | |                                                                 |
| Débit transmission des données au sol | Moyenne par orbite : > 300 kilobits/s Temps réel : > 1 kilobits/s                                                     | Moyenne par orbite : > 1 mégabits/s Temps réel : > 2 kilobits/s |
| Débit transmission des données du sol | > 1 kilobits/s | > 2 kilobits/s                                                  |
| Délai pour modification du pointage de 70° | < 10 minutes | < 5 minutes                                                     |
| Notification au sol d'une détection de sursaut gamma | < 5 secondes | < 2 secondes                                                    |
| Précision du pointage (absolu) | < 2° | < 0,5°                                                          |
| Précision connaissance du pointage | < 5 secondes d'arc | < 2 secondes d'arc                                              |
| Modes d'observation | 1) Vers le zénith 2) vers une source désignée (axe normal au LAT faisant un angle < 30° avec la direction de la cible |                                                                 |
| Précision temporelle absolue | < 10 μsec | < 3 μsec                                                        |
| Précision position dé l’observatoire absolue | < 3,3 km | < 1 km                                                          |
| Temps d'observation effectif¹ | > 90% | > 95%                                                           |
| Taux de perte des données¹ ² | < 2% | < 1%                                                            |
| Taux de corruption des données | < 10-10 | < 3 x 10-11                                                     |
| ¹ La neutralisation durant la traversée de l'Anomalie magnétique de l'Atlantique sud n'est pas comptée ² Ne comprend pas les temps morts entre deux détections. | |                                                                 |

## Caractéristiques techniques
Le télescope spatial Fermi a la forme d'un parallélépipède de 2,5 mètres de côté et de 2,8 mètres de haut et sa masse est de 4,3 tonnes. Sa plateforme est stabilisée 3 axes. Il comprend deux ensembles de panneaux solaires orientables et déployés en orbite qui peuvent fournir au maximum 3 100 W (1500 Watts en moyenne) et portent l'envergure du satellite à 15 mètres. Les communications avec le sol sont effectuées en Bande Ku (données) et en bande S (commandes et télémesures). Les données sont relayées par les satellites géostationnaires TDRS au cours de plusieurs sessions de communications quotidiennes. Toutefois les détections de sursaut gamma par l'instrument LAT sont transmises au sol en quasi temps réel pour permettre leur observation par d'autres observatoires. Le télescope spatial embarque deux instruments : le LAT pour les rayons gamma de haute énergie d'une masse de 3 tonnes constitue l'instrument principal tandis que le GBM, d'une masse de 115 kg observe les émissions dans les énergies plus faibles,.

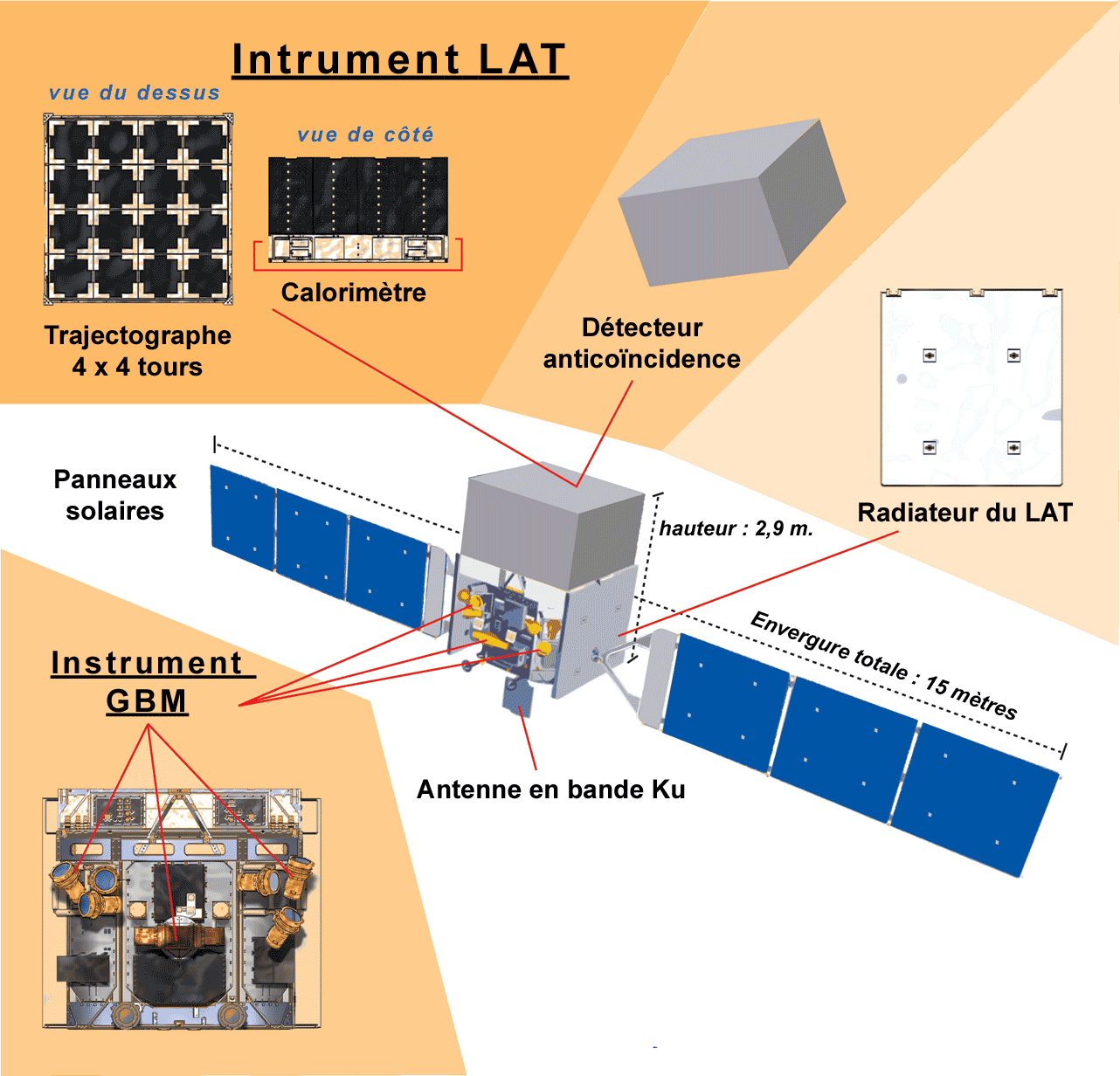
Schéma de l'observatoire spatial Fermi.

### Télescope gamma LAT
| Caractéristique                                     | LAT (Fermi)                        | EGRET (CGRO)    |
| --------------------------------------------------- | ---------------------------------- | --------------- |
| Énergie observée                                    | 20 MeV - 300 GeV                   | 20 MeV - 30 GeV |
| Superficie effective détecteur                      | > 8000 cm² si > 1 GeV              | 1500 cm²        |
| Champ de vue                                        | > 2 stéradians                     | 0,5 stéradians  |
| Résolution angulaire                                | de 10° à 20 MeV à 0,1' si > 10 GeV | 5,8° (100 MeV)  |
| Résolution énergétique                              | < 10%                              | 10%             |
| Temps mort par événement                            | < 100 μs                           | 100 ms          |
| Précision détermination de la position de la source | < 0,5'                             | 15'             |
| Sensibilité source ponctuelle                       | < 6 x 10-9 cm-2 s-1                | ~ 10-7 cm-2 s-1 |

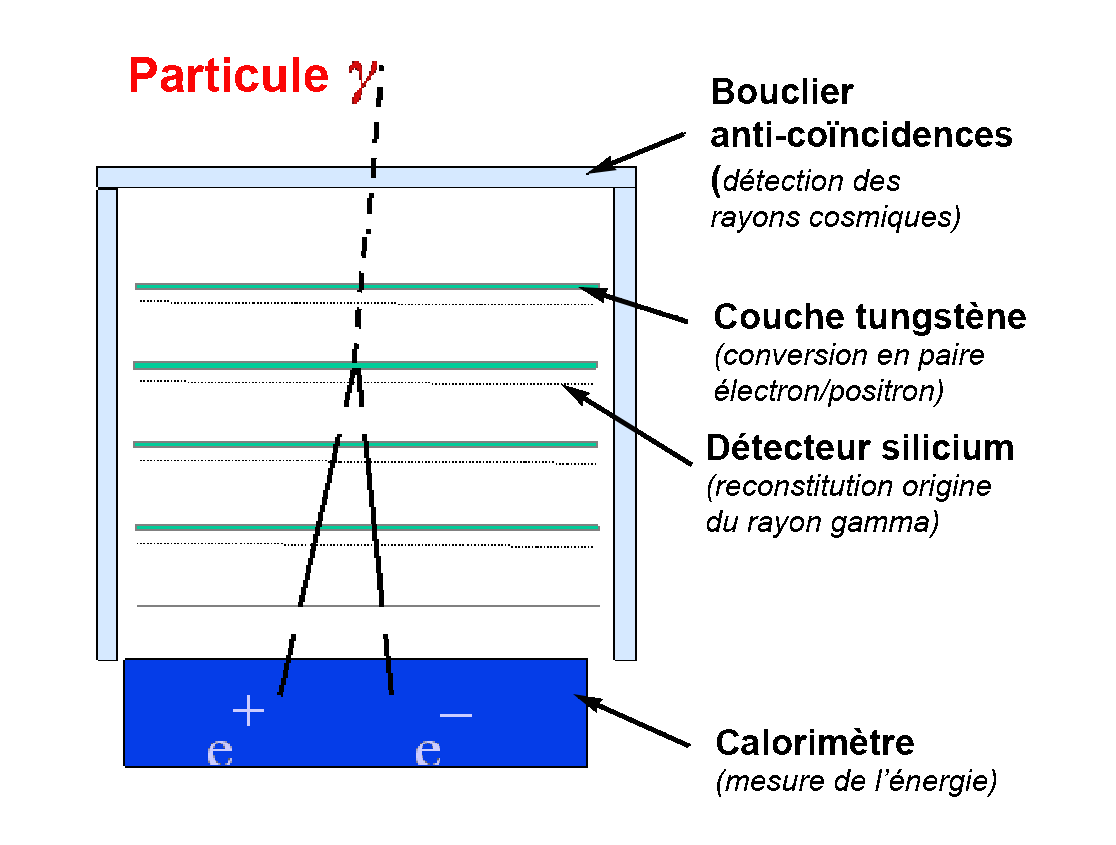
Schéma montrant les principaux composants de l'instrument LAT ainsi que la trajectoire d'un rayon gamma incident et de la paire électron/positon produite à la suite de son interaction avec une feuille de tungstène.

Le télescope LAT  Large Area Telescope (en français Télescope couvrant une grande région), qui constitue l'instrument principal de Fermi, permet d'observer les rayons gamma les plus énergétiques (de 20 MeV à 300 GeV). Grâce à son champ de vue effectif de 2,4 stéradians, l'instrument permet d'observer 20% du ciel à un instant donné et balaye l'ensemble du ciel en 3 heures (jusqu'en 2016). Sa résolution angulaire, qui est de 5° pour les rayons gamma de 100 MeV, devient plus précise pour des rayons plus énergétiques et atteint 6 minutes d'arc à 10 GeV. Sa sensibilité est près de 20 fois supérieure à celle de l'instrument EGRET de l'observatoire Compton Gamma-Ray Observatory lancé en 1991 et auquel il succède. Sa résolution temporelle est de 100 microsecondes. Le LAT détecte les photons gamma par création de paires : le dispositif de détection, le trajectographe, repose sur de fines feuilles de métal dense (tungstène) qui sont alternées avec des couches de détecteurs constituées de semi-conducteurs en silicium. Le rayon gamma à haute énergie en percutant les atomes de tungstène produit un paire de particules électron et positon (antiparticule de l'électron) dont la trajectoire peut être retracée grâce aux détecteurs qui exploitent des techniques standard de la physique des particules. L'énergie des photons gamma est ensuite mesurée dans le calorimètre. Enfin pour écarter les détections déclenchées par les rayons cosmiques qui sont 100 000 fois plus nombreux que les rayons gamma, ces derniers sont identifiés par un système anti-coincidences. L'instrument considère qu'il y a rayon gamma lorsque sont réunies les trois conditions suivantes : l'absence de signal en provenance du système anti-coincidences, plus d'une trajectoire détectée dans le trajectographe issue avec une origine commune et détection d'une pluie électromagnétique dans le calorimètre,,.
Les quatre sous-ensembles du LAT sont, :
- le trajectographe qui permet d'établir la trajectoire des rayons gamma donc leur provenance dans le ciel   est constitué de 4 rangées de 4 tours qui sont côte à côte. Chaque tour  (40 x 40 centimètres) contient 16 minces feuilles de tungstène. Lorsque le rayon gamma frappe ces feuilles il produit une paire positron/électron dont la trajectoire est suivie grâce à des détecteurs en silicium (880 000 en tout) ;
- le système d'anticoïncidences (Anticoincidence Detector ACD) qui détecte les rayons cosmiques à l'aide de scintillateurs plastiques afin de les éliminer des observations effectuées. Les instruments qui détectent les rayons gamma sont également sensibles aux rayons cosmiques dont la fréquence est beaucoup plus importante. Il faut donc parvenir à écarter des observations celles qui sont produites par les rayons cosmiques. Alors que les rayons gamma sont des photons neutres électriquement, les rayons cosmiques sont composés d'électrons et de protons chargés électriquement. Le système d'anticoïncidences détecte ces charges électriques ce qui permet d'éliminer les signaux correspondants ;
- le calorimètre qui mesure l'énergie des rayons gamma. Les particules produites dans l'étape précédente pénètrent dans le calorimètre. Celui-ci, dont la masse est de 1,5 tonne et qui est composé de 1536 barreaux d'iodure de césium qui produisent une quantité de lumière visible proportionnelle à l’énergie des particules. Cette lumière est convertie en signaux électriques par des photodiodes. La précision est supérieure à 10 % au-delà de 100 MeV ;
- le système d'acquisition de données (Data Acquisition System DAQ) qui utilise les informations transmises par les trois autres éléments du LAT pour éliminer les rayons cosmiques des observations et transmet aux stations terrestres les informations sur l'énergie et la direction des rayons gamma détectés.

Instrument LAT
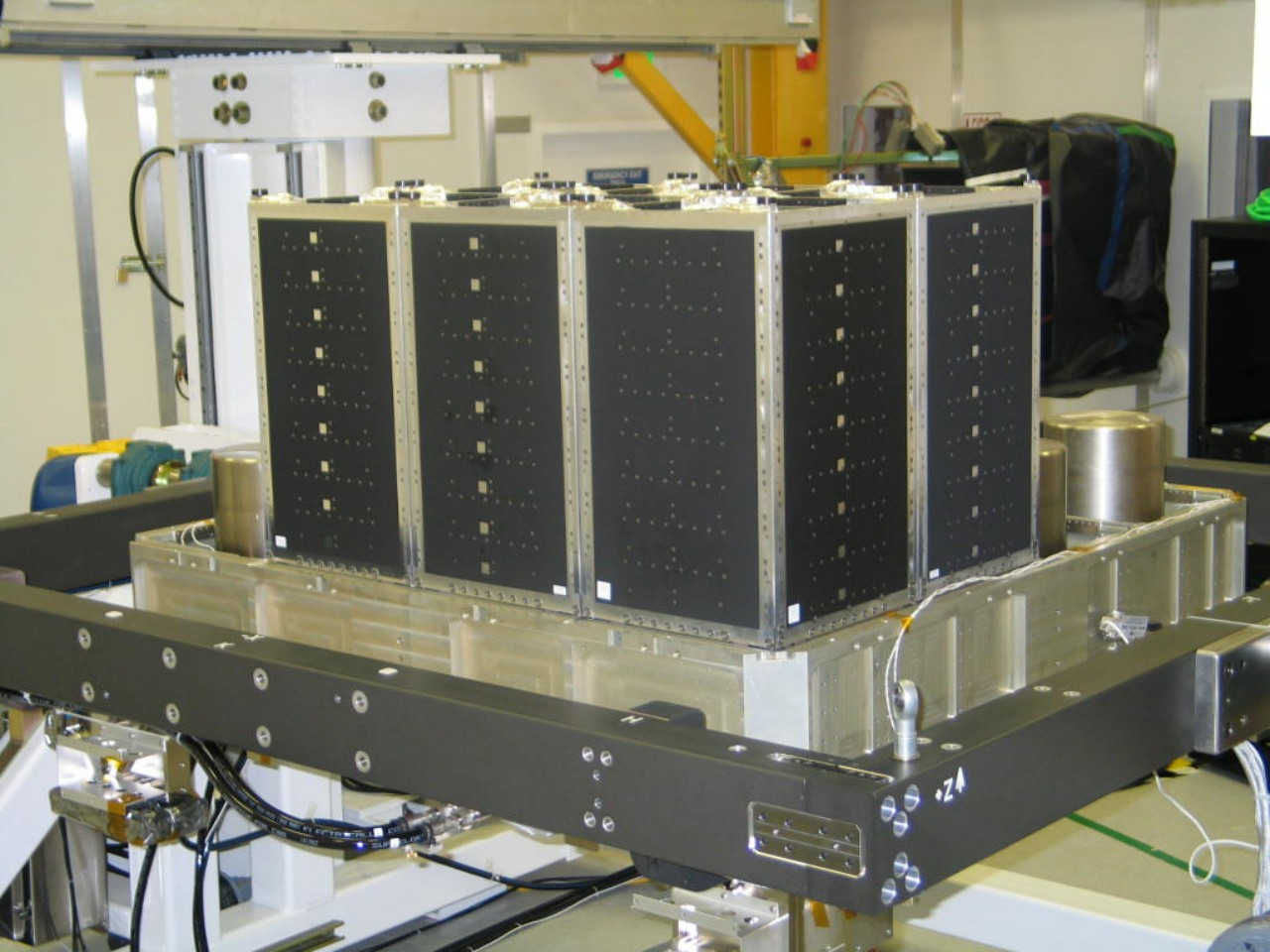
6 des 12 tours du trajectographe du LAT ont été montées.
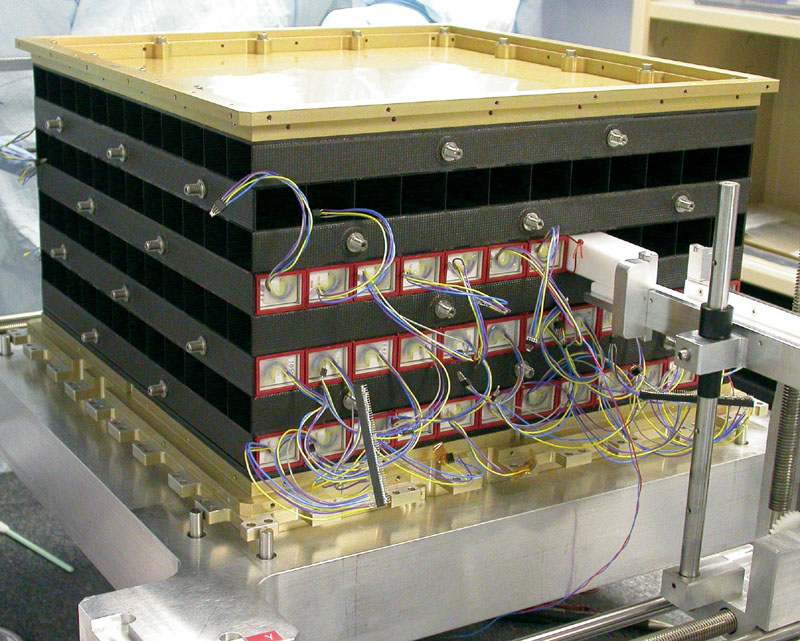
Calorimètre du LAT durant l'installation du cristal d'un détecteur.

### Instrument GBM
| Caractéristique                                        | GBM (Fermi)                          | BATSE (CGRO)                |
| ------------------------------------------------------ | ------------------------------------ | --------------------------- |
| Énergie observée                                       | < 10 keV - > 25 MeV                  | 25 keV - 10 MeV             |
| Champ de vue                                           | tout le ciel non masqué par la Terre | 4 stéradians                |
| Résolution énergétique                                 | < 10%                                | < 10%                       |
| Temps mort entre événement                             | < 15 μs                              |                             |
| Sensibilité source ponctuelle¹                         | < 0,5 cm-2 s-1                       | 0,2 cm-2 s-1                |
| Précision détermination de la position de la source¹ ² | initial : ~15° final : ~3°           | initial : ~25° final : 1,7° |
| ¹ 50 - 300 keV ; ² Émission de 10 photons cm-2 s-1     |                                      |                             |

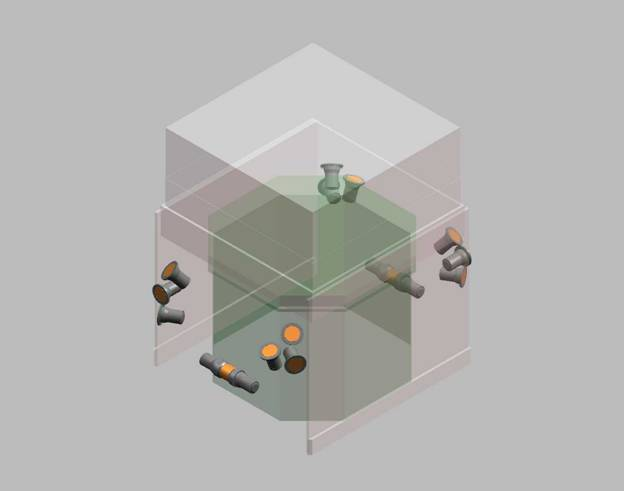
Position des différents détecteurs de l'instrument GBM.

L'instrument GBM (Gamma Burst Monitor) permet d'observer les rayons gamma et les rayons X dur dont l'énergie est comprise entre 8 keV et 30 MeV. Ces photons ont une énergie inférieure à ceux détectés par l'instrument LAT avec un recouvrement sur une portion du spectre (LAT détecte les photons jusqu'à 20 MeV). L'objectif principal de l'instrument GBM est de mesurer le spectre électromagnétique du rayonnement des sursauts gamma dans sa partie non détectable par LAT. Bien que LAT soit l'instrument principal (il permet de localiser avec une meilleure précision - 10 minutes d'arc - l'origine de cet événement), GBM a un rôle important à jouer dans la caractérisation du sursaut gamma car l'essentiel de l'énergie produite par celui-ci et notamment le pic du spectre se situe dans la  bande d'énergie qu'il est conçu pour observer. L'instrument a des caractéristiques très proches de celles de BATSE embarqué sur l'observatoire spatial CGRO : grand champ de vue (12 stéradians), envoi d'une alerte au sol via les satellites TDRS dès le début de la détection d'un sursaut, précision de la localisation de la source de quelques degrés. Cette dernière caractéristique fait que la recherche par d'autres observatoires de la source du sursaut, est rarement fructueuse quand il n'a pas été détecté par LAT. Par contre GBM détecte un beaucoup plus grand nombre de sursauts gamma que LAT qui ne peut détecter que les sursauts à haute énergie. La résolution temporelle de GBM est de 2 microsecondes. Le GBM est constitué de deux types de détecteurs couvrant chacun une partie du spectre énergétique,, :
- 12 détecteurs à scintillation utilisant des cristaux d'iodure de sodium peuvent détecter les photons ayant une énergie  comprise entre 5 keV à 1 MeV. Pour couvrir une grande partie du ciel (plus de 8 stéradians) et permettre une localisation approximative de la source, ils sont disposés de la manière suivante : 6 sont répartis dans le plan équatorial du satellite, quatre font un angle de 45° avec celui-ci et deux placés sur des faces opposées font un angle de 20° avec celui-ci. L'origine des rayons gamma est déterminée en comparant le nombre photons enregistrés par chaque détecteur.
- 2 détecteurs à scintillation plastiques en germanate de bismuth sont chargés de détecter les photons dont l’énergie est comprise entre 150 keV et 30 MeV et complètent ainsi la couverture spectrale entre les détecteurs précédents et l'instrument LAT. Montés sur les faces opposées de l'observatoire Fermi leur champ de vue combiné est de 4 stéradians.

L'instrument GBM remplit trois rôles. Le premier est de déclencher une alerte en cas de détection d'un sursaut gamma. Cette alerte est lancée si le nombre de photons gamma détectés dépasse un seuil durant une période fixée (données paramétrables). L'alerte est alors transmise au sol et à l'instrument LAT. Le deuxième rôle de GBM est de fournir une position approximative de l'origine de l'émission gamma. La localisation s'effectue en trois étapes : dans les 1,8 secondes qui suivent la détection elle est calculée de manière automatique à bord du satellite avec une précision inférieure à 15 degrés. L'orientation du satellite est alors éventuellement modifiée pour que l'instrument LAT puisse observer le rayonnement détecté. Si celui-ci ne détecte rien, la position fournie par GBM est raffinée par le centre de calcul au sol d'abord de manière automatique (précision de 5° fournie 5 secondes après la détection) puis elle est recalculée manuellement (précision < 3° fournie au bout d'un jour). Le dernier rôle de GBM, qui est le plus important, est de fournir la courbe de lumière et le spectre du sursaut. Quatre types de produit sont fournis avec des résolutions spectrales et temporelles distinctes dont deux continus et deux ponctuels. Immédiatement après la détection GBM fournit des données avec une résolution temporelle de 2 microsecondes et une résolution spectrale exploitant 128 canaux. Pour étudier les émissions de longue durée des données deux produits sont fournis en continu jusqu'à l'extinction de l'émission respectivement avec une résolution temporelle de 0,256 secondes sur 8 canaux et avec une résolution temporelle de 8,2 secondes sur 128 canaux.

Instrument GBM
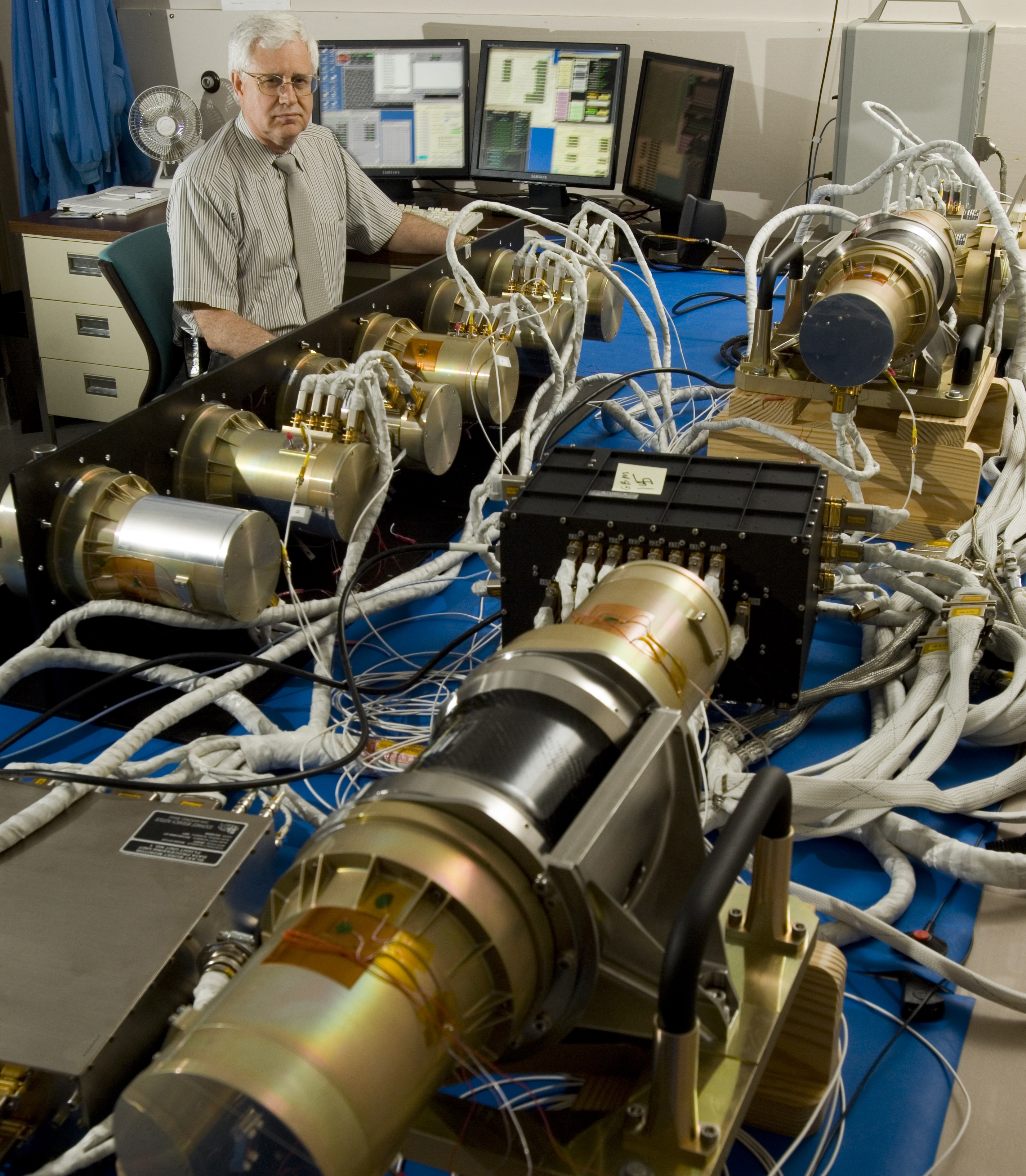
Tests des détecteurs de l'instrument GBM.
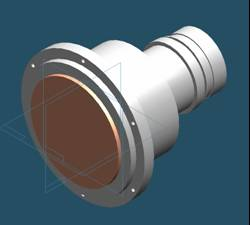
Schéma du détecteur utilisant des cristaux d'iodure de sodium.
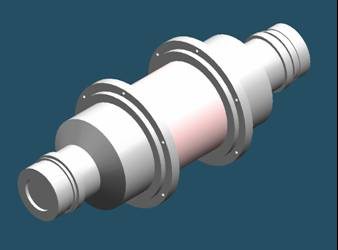
Schéma des détecteurs BGO.

## Déroulement de la mission

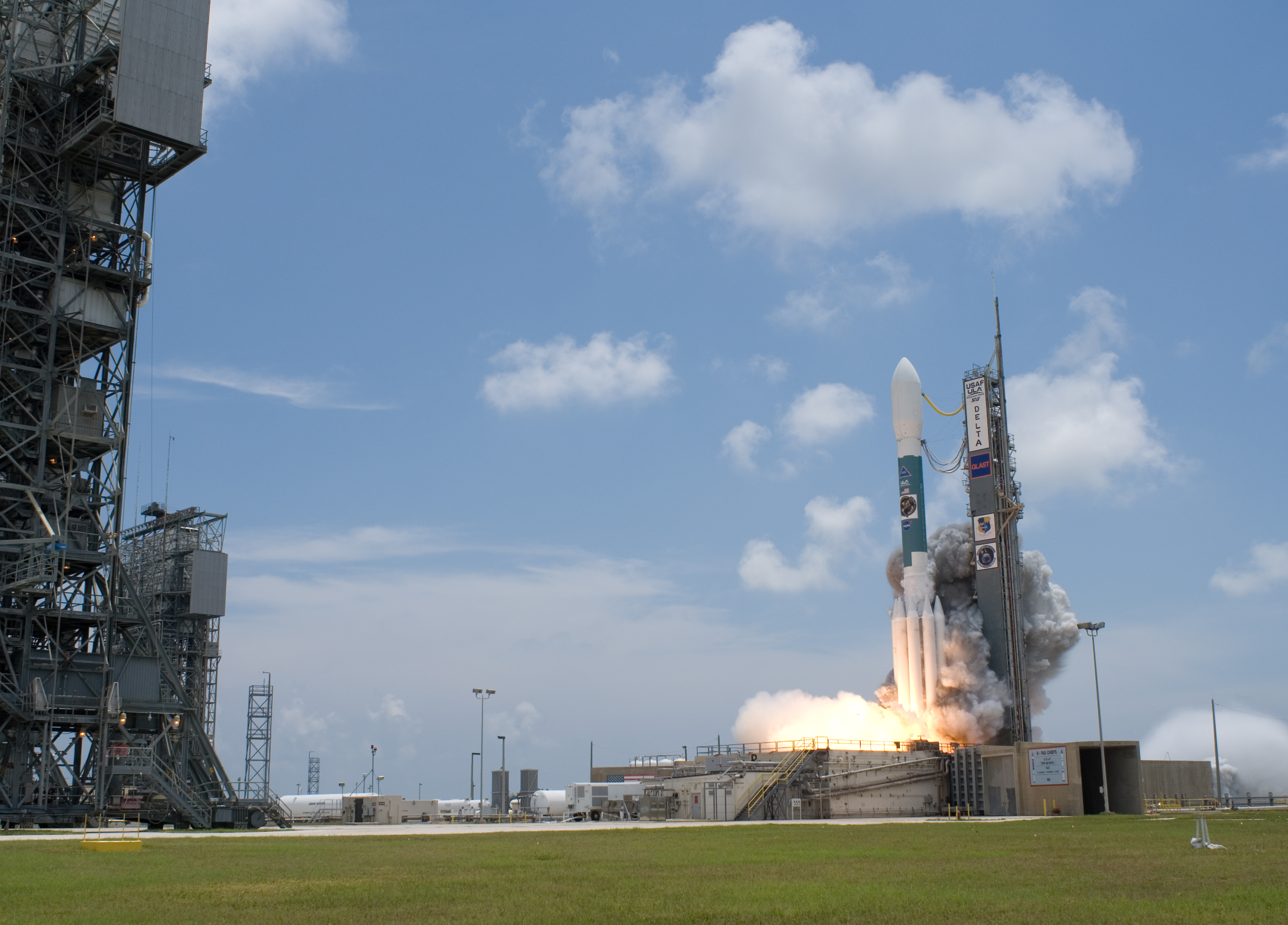
Décollage du lanceur Delta II emportant Fermi.

Le télescope Fermi est lancé le 11 juin 2008 par une fusée Delta II 7920H-10 depuis le pas de tir 17B de la base de lancement de Cape Canaveral. Le lanceur place le télescope sur une orbite basse terrestre circulaire à 565 km d'altitude avec une inclinaison de 24,7°. Sur cette orbite le télescope effectue le tour de la Terre en 90 minutes et observe l'ensemble du ciel après avoir bouclé 2 tours soit en 3 heures. La durée nominale de la mission est de 5 ans mais l'objectif initial est de faire fonctionner le télescope durant 10 ans. Le satellite est rebaptisé après sa mise en orbite réussie Fermi Gamma-Ray Space Telescope en l’honneur du physicien Enrico Fermi pour son rôle dans la compréhension des mécanismes d'accélération des particules à des vitesses élevées. Les deux premiers mois les instruments LAT et GBM sont testés et étalonnés.
La mission, dont la durée initiale était de 10 ans, a été prolongée passé ce délai à plusieurs reprises. La décision de prolonger a été ainsi prise en 2014, 2016 et 2019 par un comite de la NASA (Senior Reviews) qui statue depuis 2016 tous les 3 ans. L'observatoire Fermi est toujours opérationnel en 2024 et il est probable qu'il puisse fonctionner jusqu'en 2028 et éventuellement au-delà car il n'utilise pas de consommables (les ergols qu'emporte le satellite ne sont utilisés que pour désorbiter l'observatoire en fin de vie). Seule son maintien sur une orbite est nécessaire à la poursuite de la mission or celle-ci ne devrait pas se dégrader de manière significative avant 2050. Le paramétrage et le logiciel sont régulièrement mis à jour pour optimiser les observations. Ainsi l'équipe de l'instrument LAT a modifié en cours de vie le processus d'analyse ce qui a permis d'accroitre de 30% le taux de détection des rayons gamma et d'améliorer la résolution angulaire. Aucun successeur n'est programmé en 2024. En mars 2018 le moteur d'un des deux ensembles de panneaux solaires chargé de le maintenir face au Soleil tombe en panne et ne peut être remis en service. La conséquence négative est que l'instrument LAT n'est plus en mesure d'obtenir une image complète du ciel gamma en trois heures mais que celle-ci n'est parfois obtenue qu'au bout de plusieurs semaines. La contrepartie positive est que le temps de pose est plus long ce qui accroit la sensibilité de LAT. L'instrument GBM n'est pas affecté par cette anomalie,.

## Résultats scientifiques

### Principaux résultats obtenus par l'instrument GBM
En septembre 2021 L'instrument GBM avait permis l'observation  depuis son lancement de 3 151 sursauts gamma, 418 magnetars  , 1 202 éruptions solaires et 1 160 flashs de rayons gamma terrestres (TGF).

#### Émission de rayonnement gamma associée à celle d'ondes gravitationnelles
La première détection simultanée d'un sursaut gamma (GRB 170817A) par l'instrument GBM et de sa contrepartie dans le domaine des ondes gravitationnelles. Cette dernière observation effectuée par les interféromètres terrestres LIGO/VIRGO confirme  qu'une fusion d'étoiles à neutrons est à l'origine d'au moins une fraction des sursauts gamma courts comme l'avait prédit majoritairement la communauté scientifique.

#### Observations d'un sursaut gamma à la fois par LAT et GBM

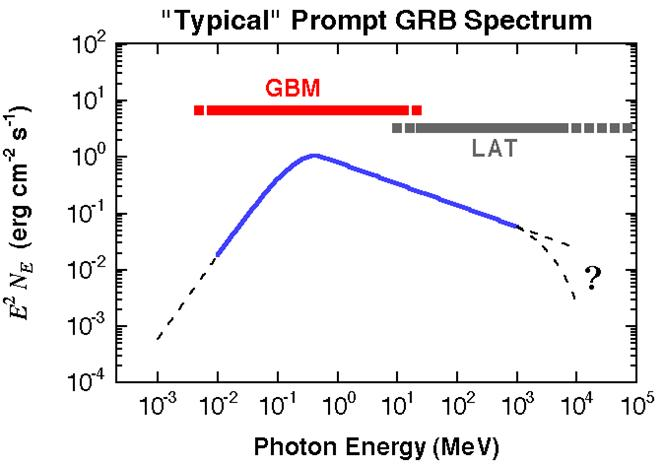
Détection des émissions d'un sursaut gamma par les instruments LAT et GBM.

#### Flashs de rayons gamma terrestres (TGF)
L'instrument GBM a permis avancer de manière significative notre compréhension des flashs de rayons gamma terrestres (TGF) émis par les orages terrestres. A compter de 2009 il a détecté environ 100 TGF par an et depuis qu'une nouvelle technique d'investigation (CTTE) reposant sur l'amélioration des algorithmes et la prise en compte d'événements plus brefs a été mise en oeuvre 2012 ce nombre est passé à 800 TGF chaque annéer. Des investigations menées conjointement avec le réseau de détecteurs d'éclairs WWLLN ont démontré que des parasites atmosphériques (sferics) étaient produits par les TGF eux-mêmes. Dans les tempêtes tropicales les TGF tendent à se produire dans les bordures externes pluvieuses des ouragans et des tempêtes les plus sévères souvent lors de la phase de renforcement de la tempête. Les tempêtes qui produisent des TGF tendent à se trouver à moins de 100 kilomètres des cotes.

### Principaux résultats obtenus par l'instrument LAT
Le quatrième catalogue des sources gamma détectées par l'instrument LAT est publié en juillet 2023 . Il recense 7194 sources résumant  14 ans d'observation (2008-2022). La majeure partie du rayonnement gamma détecté (90%) n'a pu être associé à une source : il s'agit du fond diffus galactique produit par les interactions entre les rayons cosmiques et les particules et photons présents dans le milieu interstellaire et d'émissions en provenance de sources extra galactiques non localisée,. En 2020 les grandes catégories de sources étaient pour plus de la moitié différentes catégories de blazars - blazars (1624), BL Lacs (1490), quasars radio (820) - c'est-à-dire des trous noirs supermassifs au coeur des galaxies actives dont le jet pointe vers notre système solaire, des pulsars (320), des rémanents de supernovae (191) d'autres sources extragalactiques (94) et d'autres sources galactiques (79), un tiers des sources (2577) étant de nature inconnue. Les principaux résultats  détaillés obtenus sont décrits ci-dessous.

#### Bulles Fermi
Les chercheurs ont découvert en 2010 en utilisant les données de LAT qu'il existait deux structures de 12 kiloparsecs situées au-dessus et au-dessous du centre de la Voie lactée émettant de grandes quantités de rayons gamma. Baptisées bulles Fermi celles-ci semblent le résultat d'un événement passé. Parmi les sources envisagées figurent une activité passée du trou noir géant situé au centre de notre galaxie. Les analyses suggèrent que l'événement à l'origine de ces bulles se serait produit il y a quelques millions d'années.

#### Pulsars
Plus de 250 pulsars ont été détectés par LAT. Plus que leur nombre, c'est la diversité de leurs caractéristiques qui constituent une contribution importante à l'étude des propriétés des étoiles à neutrons. LAT a ainsi détectés des pulsars muets dans les ondes radio, des pulsar millsecondes, des pulsars dont l'intensité du rayonnement gamma évolue considérablement, des pulsars passant de l'émission produite par la rotation à la condition de binaire X de faible masse et des pulsars situés dans des systèmes binaires avec éclipse permettant la mesure de la masse de l'étoile à neutron.

#### Sources des rayons cosmiques
Les rayons gamma sont typiquement générés par des interactions entre particules. Aussi les données fournies par LAT peuvent permettre d'identifier l'origine des rayons cosmiques qui sont en partie composés de particules et de noyaux atomiques. Depuis longtemps la communauté scientifique considère que la source principale de cette catégorie de rayons cosmiques (hadroniques) sont les rémanents des supernovae. LAT a permis d'associer 40 des sources de rayons gamma avec des rémanents gamma confirmant cette hypothèse.

### Autres événements ponctuels notables
Le premier résultat scientifique important obtenu par GLAST a été la découverte d'un pulsar gamma silencieux dans les autres domaines de longueur d'onde (notamment radio), à l'instar de l'unique pulsar connu à l'époque possédant ce type de caractéristiques, PSR J0633+1746 (Geminga). Ce nouveau pulsar, déjà repéré comme une source de rayons X non périodique sous le nom de RX J0007.0+7303, est situé au sein du rémanent de supernova CTA 1 (SNR 119.5+10.2) dont il est probablement issu.
Fermi a détecté début 2009 le plus violent sursaut gamma jamais observé. Les rayons émis par GRB 080916C vont de 10 keV à 10 GeV. On estime que la source de ces rayons, située à 12,2 milliards d'années-lumière, a émis en 60 secondes l'équivalent de 5 masses solaires sous forme d'énergie.
En novembre 2009 des chercheurs du CEA et du CNRS détectent pour la première fois grâce à Fermi une émission de rayons gamma en provenance d’un microquasar c'est-à-dire d'un couple composé d'une part d'une étoile à neutrons ou d'un trou noir et d'autre part d'une étoile : la source de l'émission gamma a pu être associée au microquasar Cygnus X-3 découvert auparavant.
Le 9 octobre 2022, les observatoires spatiaux Fermi et Swift enregistrent le sursaut gamma le plus puissant jamais observé. Baptisé BOAT (Brightest Of All Time, en français le plus brillant de tous les temps) le sursaut gamma GRB 221009A, de type sursaut long (289 secondes) c'est-à-dire correspondant à l'effondrement d'une étoile géante générant une supernova, était émis par un objet situé à 1,9 milliard années-lumière situé dans région du ciel occupée par la constellation du Sagittaire. L'instrument GBM de Fermi a permis d'estimer qu'il était 70 plus brillant que tout autre sursaut sursaut gamma observé. Les scientifiques estiment qu'un événement de ce type ne se produit que tous les 10 000 ans,.
Fermi a également a permis la détection simultanée d'un blazar par l'instrument LAT et de l'émission de neutrinos à haute énergie.

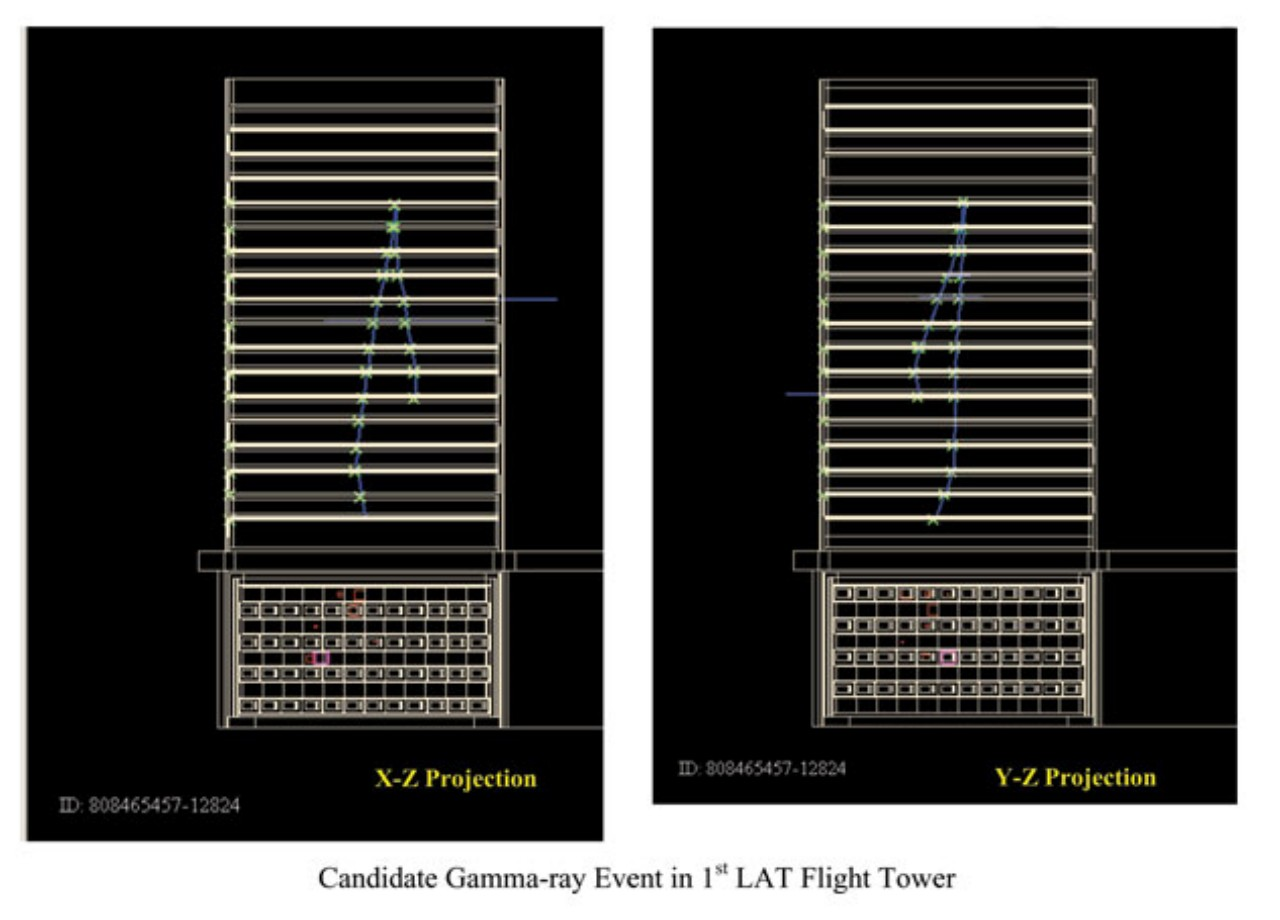
Cheminement d'un éventuel rayon gamma dans le trajectographe et le calorimètre de l'instrument LAT.
Le pulsar Vela ici observé par Fermi émet une bouffée gamma 11 fois par seconde.
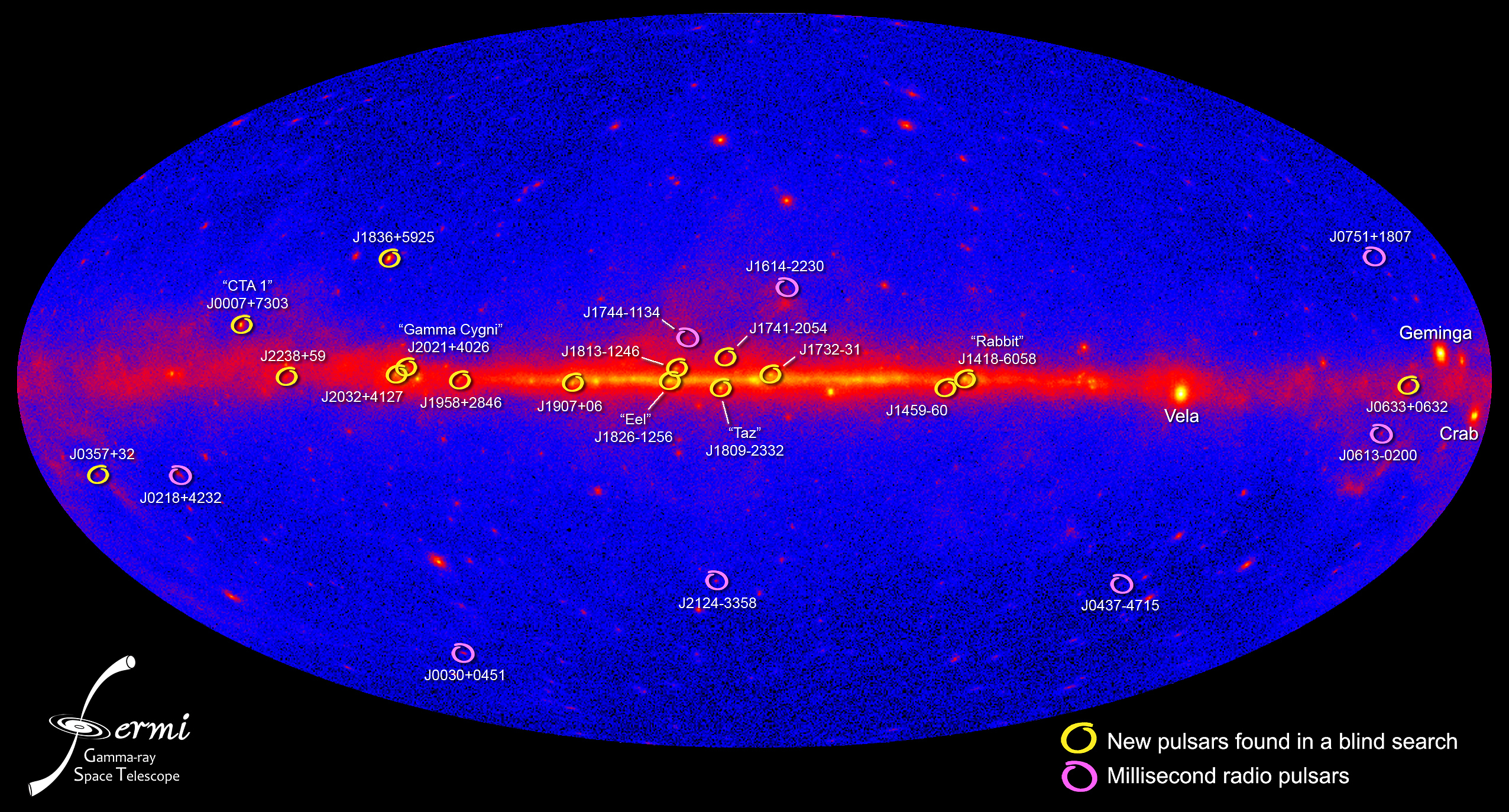
Carte du ciel montrant les pulsars découverts par Fermi (actualisé à juillet 2009).

## Mise à disposition des résultats
L'ensemble des données collectées par les deux instruments de l'observatoire Fermi sont mises à disposition de l'ensemble de la communauté scientifique dès qu'elles ont traitées. Le  Fermi Science Support Center (FSSC) hébergé par le Centre de vol spatial Goddard met à disposition différentes ressources qui permettent aux scientifiques d'analyser les données produites. Le FSSC publie également à destination des scientifiques, qui ne sont pas intéressés par l'analyse des données, différents produits de haut niveau : historique des pulsars (source GBM), historique des occultations par la Terre des objets observés par GBM, courbes des flux des sources gamma produites par l'instrument LAT (fréquence quotidienne et hebdomadaire), répertoire des courbes de 1500 sources gamma suivies depuis le début de la mission, liste et caractéristiques détaillées des pulsars gamma répertoriés (250 en 2022), éruptions gamma détectées par le LAT sur l'ensemble du ciel (hebdomadaire), observation des éruptions solaires dans les domaines gamma et X. Des catalogues récapitulant ces données sont publiés régulièrement : en 2024  le catalogue général des sources gamma détectées par l'instrument LAT le plus récent était le 4FGL-DR4 (quatrième version du quatrième catalogue), utilisait les données de la période 2008-2022 et listait 7194 sources. Par ailleurs, comme dans tous les programmes astronomiques de la NASA, la mission dispose d'un budget pour financer les travaux de chercheurs invités. Ce programme ne permet pas de demander des observations spécifiques (non pertinent compte tenu des caractéristiques de l'observatoire)  mais permet de financer des analyses de données, la mise au point de nouvelles méthodes d'analyse, des études théoriques, des observations combinées avec d'autres observatoires, etc.,,

### Sources
: document utilisé comme source pour la rédaction de cet article.
Conception de la mission Fermi
- (en) GLAST Science Facility Team (Direction : Peter Michelson et Neil Gehrels, « Announcement of Opportunity for GLAST », 9 juillet 1999.
- (en) Gamma Ray Astronomy Program Working Group (NASA, représentants des principaux centres de recherche universitaires), « Recommended Priorities for NASA'S Gamma Ray Astronomy Program 1996 - 2010 », NASA, avril 1997.

Caractéristiques et fonctionnement du télescope Fermi
- (en) Fermi/LAT Collaboration et W. B. Atwood, « The Large Area Telescope on the Fermi Gamma-ray Space Telescope Mission », The Astrophysical Journal, vol. 697, no 2,‎ 12 octobre 2012 (DOI 10.1088/0004-637x/697/2/1071, lire en ligne) — Caractéristiques de l'instrument LAT..
- (en) M. Ackermann, M. Ajello, A. Albert, A. Allafort, W. B. Atwood, M. Axelsson, L. Baldini, J. Ballet, G. Barbiellini, D. Bastieri et al., « The Fermi Large Area Telescope on orbite : event classification, instrument reponse functions and calibration », The Astrophysical Journal Supplement series, vol. 203, no 1,‎ 12 octobre 2012 (DOI 10.1088/0067-0049/203/1/4, lire en ligne) — classification des événements, fonction et étalonnage de l'instrument LAT..
- (en) Andreas von Kienlin, Charles A. Meegan, Giselher G. Lichti, Narayana P. Bhat, Michael S. Briggs, Valerie Connaughton, Roland Diehl, Gerald J. Fishman et Jochen Greiner « The GLAST Burst Monitor » (21-24 juin 2004)  (lire en ligne) [PDF]
—Conférence UV-Gamma Ray Space Telescope Systems — Caractéristiques de l'instrument GBM..
- (en) Lynn Cominsky, Rob Gutro et Robert Naeye,, GLAST Science Writer's Guide, NASA, 2007, 48 p. (lire en ligne).   — Synthèse des principales caractéristiques de la mission à destination de la presse scientifique.

Résultats
- (en) David J. Thompson et Colleen A. Wilson-Hodge, Handbook of X-ray and Gamma-ray Astrophysics - Fermi Gamma-ray Space Telescope, Bambi & A. Santangelo (Springer Singapour), 2022, 36 p. (lire en ligne).   — Caractéristiques de la mission, résultats..
- (en) Soheila Abdollahi, Fabio Acero, Luca Baldini, Jean Ballet, Denis Bastieri, Ronaldo Bellazzini, Bijan Berenji, Alessandra Berretta, Elisabetta Bissaldi et Roger D. Blandford, « Incremental Fermi Large Area Telescope Fourth Source Catalog », The Astrophysical Journal Supplement Series, vol. 260, no 2,‎ 2022, p. 53 (DOI 10.3847/1538-4365/ac6751, lire en ligne)Présentation de la troisième version du quatrième catalogue général des sources gamma détectées par l'instrument LAT.
- (en) Marco Ajello et al., « A Decade of Gamma-Ray Bursts Observed by Fermi-LAT: The Second GRB Catalog », The Astrophysical Journal, vol. 878, no 1,‎ 13 juin 2019 (lire en ligne) — Deuxième catalogue des sursauts gamma établi en 2018 à partir des données recueillies par l'instrument LAT..
- (en) Hannah Richter, Our High-Energy Universe: 15 Years with the Fermi Gamma-ray Space Telescope, NASA, 2024, 115 p. (lire en ligne)  — Caractéristiques de la mission, principaux résultats (document grand public).